# Piotr Lewicki (biotechnolog)
Piotr Paweł Lewicki (ur. 15 grudnia 1937 – zm. 29 grudnia 2011 w  Warszawie) – profesor technologii żywności i żywienia o specjalności inżynieria procesów biotechnologicznych, inżynieria żywności i aparatura przemysłu spożywczego, projektowanie procesów technologicznych i suszenie, tytuł profesora nadzwyczajnego w dziedzinie nauk technicznych otrzymał w 1982, a profesora zwyczajnego w 1988.

## Życiorys
Studia ukończył w Szkole Głównej Gospodarstwa Wiejskiego w Warszawie w 1961, uzyskując dyplom magistra inżyniera technologii rolno-spożywczej. W SGGW przez wiele lat pracował, pełniąc funkcje Prorektora (1984-1987), Dziekana (1981-1984) i Prodziekana (1978-1981) Wydziału Technologii Żywności SGGW, a przez wiele lat – Kierownika Katedry Inżynierii Żywności i Organizacji Produkcji (1982-2005).
Był członkiem wielu prestiżowych organizacji naukowych, m.in. Komitetu Nauk o Żywności PAN, Komitetu Agrofizyki PAN, International Academy of Food Science and Technology, European Association of Chemical Engineers, rad naukowych instytutów oraz wielu polskich i zagranicznych towarzystw naukowych i rad programowych czasopism naukowych.
Od 2006 pracował w Państwowej Wyższej Szkole Informatyki i Przedsiębiorczości w Łomży.
Zmarł 29 grudnia 2011, został pochowany na cmentarzu Wolskim w Warszawie.
Odznaczony był między innymi Krzyżem Kawalerskim Orderu Odrodzenia Polski, Złotym Krzyżem Zasługi, Medalem Komisji Edukacji Narodowej, wyróżniony był Złotą Honorową Odznaką „Za Zasługi dla SGGW”.